# 基尔希集团
基尔希集团（德語：Kirch-Gruppe）是德国一家已结业的公司，在其于2002年破产前曾是全球规模最大的传媒集团。它最早于1955年由企业家莱奥·基尔希作为电影发行公司成立，并且大部分一直是他的个人财产。集团在鼎盛时期的企业结构较为复杂，成员包括德国最大的两个私营电视台第七频道和德国卫星一台，以及付费电视频道普莱米尔（现天空德国电视台）。2001年，集团因斥巨资买断了2002年世界杯和2006年世界杯的全球转播权而背负沉重的债务，最终直接导致基尔希集团于2002年宣布破产。